# Гульєльмо дель Бімбо
Гульєльмо дель Бімбо (італ. Guglielmo Del Bimbo, 20 жовтня 1903 — 3 листопада 1973) — італійський академічний веслувальник.
Срібний призер Олімпійських Ігор 1932, 1936 років у складі вісімки.
Чемпіон Європи 1929 року в складі вісімки, срібний призер 1930, 1931, 1933 років у складі вісімки.